# البانو سانت‌الساندرا
البانو سانت‌الساندرا (به ایتالیایی: Albano Sant'Alessandro) یک سکونتگاه مسکونی در ایتالیا است که در استان برگامو واقع شده‌است.

## خصوصیات
البانو سانت‌الساندرا ۵٫۲۸ کیلومترمربع مساحت و ۷٬۱۷۰ نفر جمعیت دارد و ۲۴۳ متر بالاتر از سطح دریا واقع شده‌است.